# Acanthocercus adramitanus
Acanthocercus adramitanus là một loài thằn lằn trong họ Agamidae. Loài này được Anderson mô tả khoa học đầu tiên năm 1896.